# Sideromelano
Sideromelano é a designação dada em petrologia a um tipo de vidro vulcânico  de composição basáltica, que forma uma rocha que em lâmina delgada aparenta ser homogénea, de coloração clara, isotrópica e de superfície suave. O sideromelano altera-se por meteorização transformando-se em palagonite, incorporando água no processo.